# 大坂昌彦
大坂 昌彦（おおさか まさひこ、1966年9月28日 - ）は、秋田県横手市出身のジャズドラマー。

## 来歴
- 1976年ごろ - ギター奏者の父親に影響を受け、ドラムを始める。10歳。
- 1986年1月 - バークリー音楽大学のクリニックを受け奨学金を得たのち、同大学に留学。
- 1989年 - デルフィーヨ・マルサリス率いるバンドに参加し、全米ツアーを敢行。
- 1990年 - 帰国。同時期に不定期ユニット「M's（マサちゃんズ）」結成。
- 1991年 - 日米ジャズミュージシャンによるバンド「The Jazz Networks」結成。
- 1992年1月 - 「大坂昌彦・原朋直クインテット」結成。
- 1995年4月21日 - アルバム「TWELVE COLORS」をリリース。
- 1995年7月 - 「旬の人、旬の話」（NHK総合）にTV出演。
- 1996年4月 - 洗足学園音楽大学ジャズコース講師に就任。
- 1996年7月24日 - アルバム「BLACK BOX」をリリース。
- 1998年6月～8月 - 「山下洋輔のジャズの掟」（NHK教育）にレギュラーでTV出演。
- 1998年10月23日 - アルバム「Walkin' Down Lexington」をリリースし、スイングジャーナル誌のゴールドディスク賞・製作企画賞を受賞。
- 1999年5月20日 - アンドレ・プレビン指揮によるNHK交響楽団の定期公演にゲストとして出演。
- 1999年12月23日 - アルバム「CROSSFADE」をリリース。
- 2000年1月 - 所属事務所から独立。
- 2000年 - 福岡ブルーノートにて、ロン・カーターと共演。
- 2000年7月31日 - 「the MOST」結成。
- 2001年10月30日 - アルバム「REBORN」をリリース。
- 2002年 - 「EQ」結成。
- 2004年と2006年の東京ジャズに出演。
- 2006年 - 「シーン・オブ・ジャズ」結成。
- 2008年4月16日 - アルバム「HOMAGE」をリリース。
- 2010年05月19日 - アルバム「FUNKY 7」をリリース。

## 参加ユニット・ディスコフラフィ
以下に挙げるユニット以外でも様々なユニットを組んで活動している。

### リーダーアルバム
- TWELVE COLORS - 1995年4月21日
- BLACK BOX - 1996年7月24日
- Walkin' Down Lexington - 1998年10月23日
- CROSSFADE - 1999年12月23日
- REBORN - 2001年10月30日
- HOMAGE - 2008年4月16日
- FUNKY 7 - 2010年05月19日

### M's (マサちゃんズ, M's Trio)
大坂昌彦(Ds.)、佐山雅弘(Pf.)、小井政都志(B.)から成る。1990年ごろから不定期に活動。ユニット名の由来はメンバー全員の名前に含まれる「マサ」から。
- Floatin' Time - 2002年9月21日
- M's 2nd. - 2003年8月21日
- Standard Mind  - 2005年1月21日
- We Got Rhythm～M's LIVE at MUZA - 2007年2月7日

### 大坂昌彦・原朋直クインテット
- DAWN BREAKS - 1993年5月21日
- def - 1994年4月6日
- FAVORITES - 1995年3月24日
- FAVORITES FOR LOVER - 1995年12月6日
- Quintuplets - 1996年12月3, 4日収録
- STREETS & AVENUES - 1996年12月5, 7日収録

### the MOST
多田誠司(Sax)、大坂昌彦(Ds.)、上村信(B.)、片倉真由子(Pf.)から成る。2000年7月31日にFMとやま「For You 未来倶楽部」にゲスト出演していた塩田哲嗣(B.)・多田・大坂がその場でユニットを結成し、ユニット名をリスナー募集した。ユニット名の由来は、ラジオパーソナリティーの小川もこ(M)と大坂(O)・塩田(S)・多田(T)の各頭文字を取ったもの。2001年10月に塩田が脱退し上村が加入。2001年～2008年にかけて石井彰(Pf.)が参加。2009年より片倉が加入。
- much, more, the MOST - 2001年5月21日
- FORCE - 2002年6月21日
- Because of You - 2003年10月21日
- re:mark - 2007年6月6日

### EQ (The Earth Quartet)
小池修(Sax)、青柳誠(Pf.)、納浩一(B.)、大坂昌彦(Ds.)から成る。2002年から活動。
- The Earth Quartet - 2003年7月23日
- Imperfect Completeness - 2004年5月12日
- Third Report - 2005年4月21日
- Summer Time EQ Live - 2006年6月28日
- HEADLINE - 2007年11月21日